# Greenovia diplocycla
Greenovia diplocycla is een overblijvende plant uit de vetplantenfamilie (Crassulaceae). De plant is endemisch op de westelijke Canarische Eilanden.

## Naamgeving enetymologie
- Spaans: Bea simple

De botanische naam Greenovia is een eerbetoon aan George Bellas Greenough (1778-1855), een Brits geoloog.

## Kenmerken
Greenovia diplocycla is een overblijvende, kruidachtige plant, met een korte, onvertakte stengel en tot 18 cm brede bladrozetten. De bladeren zijn tot 6,5 cm lang, omgekeerd eirond tot spatelvormig, onbehaard, berijpt, grijsgroen maar dikwijls rood aangelopen, met een hyaliene bladrand.
De bloeiwijze is een tot 22 cm hoge en 20 cm brede, kegelvormige tros met helgele bloemen, elk voorzien van 19 tot 24 lijnvormige kroonblaadjes.
De plant bloeit van mei tot juli.
De plant lijkt heel sterk op zustersoort Greenovia aurea en is aan de bladrozetten daarvan niet te onderscheiden.

## Habitaten verspreiding
Greenovia diplocycla groeit op zonnige of licht beschaduwde plaatsen op verweerde vulkanische bodem, in gelijkaardige omstandigheden maar op lagere hoogtes dan G. aurea.
De plant is endemisch op de westelijke Canarische Eilanden, waar deze voorkomt op La Palma, El Hierro en La Gomera.
G. aizoon · G. aurea · G. aureazoon · G. diplocycla · G. dodrantalis · G. gracilis